# Philharmostes girardi
Philharmostes girardi is een keversoort uit de familie Hybosoridae. De wetenschappelijke naam van de soort is voor het eerst geldig gepubliceerd in 1993 door Paulian.